# Les Dames vertes
Les Dames vertes est un roman fantastique de l'écrivaine française George Sand publié en 1857. L'intrigue, située en France au XVIIIe siècle, suit un jeune avocat hébergé dans le château d'une de ses clientes, où il est confronté à des apparitions fantomatiques susceptibles d'influer sur le déroulement du futur procès.

## Résumé
L'intrigue se déroule en France en 1788. Le narrateur, Just Nivières, est un jeune avocat de 22 ans chargé de plaider la cause de madame la comtesse d'Ionis, la maîtresse de maison du château d'Ionis, quelque part entre Angers et Saumur. Le père du jeune homme, M. Nivières, également avocat et financièrement à l'aise, lui a confié cette affaire en apparence simple : monsieur d'Ionis intente un procès à une branche de sa famille, les d'Aillane, et l'affaire semble facile à gagner. La seule personne qui pose problème est madame d'Ionis, jeune femme qui désapprouve la conduite brutale et déréglée de son mari (il boit et dilapide sa fortune) et qui n'a pas envie de mettre les d'Aillane sur la paille au profit de cet homme qui lui fait honte. La jeune comtesse cherche donc généreusement à perdre le procès au profit des d'Aillane, quitte à y perdre sa propre fortune. 
Le jeune avocat ne rencontre pas tout de suite madame d'Ionis à son arrivée, car elle est absente et ne doit rentrer que le lendemain. Il est reçu par la vieille douairière d'Ionis ainsi que la servante Zéphyrine, qui lui préparent une chambre. Il remarque que la douairière demande à la servante d'acheter et de disposer dans sa chambre trois pains, beaucoup trop pour l'appétit d'un seul homme. Peu après, Zéphyrine lui rend visite et lui explique la lubie de la douairière, liée à une légende à propos de la chambre où il a été logé. Selon cette légende, sous le règne du roi Henri II, trois jeunes femmes ont été empoisonnées par l'eau qui servait à confectionner leur pain. Depuis, on dit que leurs fantômes apparaissent parfois aux occupants de la chambre après minuit et formulent des prédictions sur l'avenir du domaine, mais elles n'apparaissent qu'à la condition qu'on dispose trois pains, tris carafes d'eau et une salière sur un plateau dans la chambre avant la nuit. La plupart des gens ne croient plus à ces apparitions, mais la douairière y croit fermement et est persuadée que les fantômes pourraient lui prodiguer des conseils utiles en vue du procès. De plus, les fantômes auraient été vus quelques années plus tôt par l'abbé de Lamyre, un ami de la famille, mais personne ne le croit sérieux. Zéphyrine prie le jeune avocat de faire semblant le lendemain d'avoir rêvé des trois dames afin de satisfaire la douairière, en précisant que c'est aussi le souhait de madame d'Ionis. L'avocat se plie de bonne grâce à la plaisanterie... mais pendant la nuit, les trois dames lui apparaissent pour de bon. Il ne parvient pas à y croire complètement, mais personne n'a pu entrer dans sa chambre et, lorsqu'il tente de toucher la robe de l'une des dames, elles disparaissent.
Le lendemain et les jours suivants, le jeune avocat rencontre madame d'Ionis et discute avec elle du procès à venir, sans mentionner les apparitions. Madame d'Ionis tente de le persuader de lui faire perdre volontairement le procès. L'avocat répugne à faire cette entorse à son éthique, surtout lorsqu'elle lui demande de mentionner une apparition des trois dames à l'appui de sa plaidoirie. Mais il tombe amoureux de madame d'Ionis et commence à hésiter : doit-il gagner le procès ou le perdre ? Les trois dames existent-elles, et, sinon, qui se trouve derrière ces supposées apparitions ? Une discussion avec l'abbé de Lamyre ne l'aide pas à éclaircir la véracité de la légende. Madame d'Ionis, de son côté, laisse espérer à l'avocat qu'elle est éprise de lui, mais il la soupçonne de nourrir de tendres sentiments pour le fils des d'Aillane, un jeune officier qui a bonne réputation et a une sœur du même âge.
L'avocat se renseigne davantage sur la légende des dames vertes à l'aide d'un vieux manuscrit prêté par madame d'Ionis, qui explique que c'est l'une des trois dames en particulier qui rend des oracles. L'avocat finit par révéler ce qu'il a vu à madame d'Ionis ; elle l'écoute sans en rire. La nuit suivante, décidé à en avoir le cœur net, il passe à nouveau la nuit seul dans la chambre. Une musique l'attire du côté d'une rotonde voisine de la bibliothèque et où il a pu admirer auparavant une fontaine ornée d'une Néréide sculptée d'une grande beauté. Il voit alors lui apparaître, à côté de la statue, une jeune femme d'une beauté céleste qui a exactement la même apparence, tandis que les deux autres dames vertes apparaissent aussi en retrait. La nymphe répond aux questions de l'avocat et lui conseille de suivre les conseils de son père, c'est-à-dire de gagner le procès. Elle lui donne une bague ornée d'une émeraude, puis disparaît en promettant de lui réapparaître s'il s'en montre digne. À son réveil, l'avocat retrouve la bague entre deux lattes du plancher à l'aide de son serviteur Baptiste. L'avocat, bouleversé par l'apparition dont il est devenu fou amoureux, se renferme dans la solitude en dépit des objurgations de madame d'Ionis et peine à dormir. Les serviteurs de la maison s'occupent de lui et lui expliquent qu'il a eu un accès de fièvre et la bague d'émeraude est devenue introuvable. L'avocat commence alors à mentir afin de faire croire qu'il est convaincu d'avoir rêvé et qu'il est guéri. Il quitte le château d'Ionis pour rejoindre ses parents et plaide d'autres affaires en feignant un comportement sérieux et irréprochable, mais il n'oublie pas l'apparition nocturne dont il est toujours fou amoureux en secret.
Trois mois après son départ du château d'Ionis, il ne reste plus qu'une semaine avant le procès des d'Ionis contre les d'Aillane. L'avocat et son père reçoivent alors la visite du fils d'Aillane, l'officier Bernard d'Aillane, homme honnête et honorable, mais un peu vif. Bernard s'enflamme un peu trop pendant la conversation et insulte publiquement le jeune avocat, qui le prend à part et le provoque en duel. Impressionnés l'un par l'autre, les deux futurs duellistes se quittent avec beaucoup d'estime, avec l'intention de se battre après le procès. Le soir, l'avocat trouve sur son oreiller la bague d'émeraude qu'il croyait avoir rêvée, avec l'inscription "Ta vie n'est qu'à moi" : la dame verte ne veut pas qu'il meure en duel. Le lendemain matin, avant la plaidoirie, un coup de théâtre survient : M. d'Ionis est mort, ce qui annule le procès puisque c'était lui qui l'avait intenté. Le soir, Bernard d'Aillane revient et présente à l'avocat des excuses publiques : on renonce au duel. Les deux jeunes gens se lient d'amitié. Bernard d'Aillane révèle que lui et madame d'Ionis sont amoureux : la mort de M. d'Ionis leur rend espoir. L'avocat, de son côté, lui raconte ses visions.
Trois autres mois s'écoulent. Le narrateur et Bernard d'Aillane se rendent en visite au château d'Ionis. Le jeune avocat est ému de retrouver le château, mais en revoyant la fontaine et la Néréide sculptée, il se rend compte qu'il s'en était exagéré la beauté : saisi de tristesse, il fond en larmes seul dans la bibliothèque. Il y est surpris par une jeune femme d'une beauté céleste, qui ressemble trait pour trait à la Néréide. Il s'agit de Félicie d'Aillane, la sœur de Bernard. Elle lui fait rencontrer leur père, M. d'Aillane. Violemment perturbé, l'avocat se confie bientôt à Bernard, qui lui explique qu'il ne lui a pas parlé de cette sœur de peur que cela trouble encore l'esprit de son ami déjà perturbé par les visions. Il hésite aussi parce qu'un mariage serait difficile : les d'Aillane sont nobles, mais pas l'avocat, et ils risquent d'être plongés dans la pauvreté par la situation de fortune de madame d'Ionis après la mort de son mari, alors que le jeune avocat et son père possèdent une petite fortune. L'avocat, craignant de tomber amoureux de Félicie à cause du hasard d'une ressemblance avec une statue, écourte sa visite. Il s'ouvre des problèmes de madame d'Ionis à ses parents. Ils l'encouragent à demander la main de Félicie d'Aillane et décident de proposer à M. d'Aillane de se charger de la succession de madame d'Ionis pour lui éviter la misère, à elle et aux d'Aillane. Le lendemain, M. d'Aillane se présente et accepte l'offre chaleureusement, à la condition que Félicie y consente elle-même. Le jeune avocat fait alors sa cour à Félicie. Il devine qu'il n'y a pas eu réellement d'apparition surnaturelle et que c'est elle qui, à la demande de madame d'Ionis, a joué le rôle d'une des dames vertes. Elle l'avoue et lui explique toute la ruse, puis elle lui révèle qu'elle avait aussi des sentiments pour lui depuis la nuit où elle l'avait rencontré en jouant l'apparition. Le narrateur et Félicie s'avouent ainsi leurs sentiments et se marient.

## Histoire éditoriale
Les Dames vertes paraît d'abord sous forme de feuilleton dans l'hebdomadaire d'actualité français Le Monde illustré en 1857 avant d'être repris en volume. Les Dames vertes est réédité plusieurs fois à la fin du XIXe siècle, notamment chez Hetzel et chez Michel Lévy frères. Après une réédition de 1883, le roman n'est plus réédité jusqu'en 2002, à l'approche du bicentenaire de la naissance de George Sand (en 2004), qui voit la réédition de nombreux textes de cette auteure. Le roman est alors réédité chez Jaignes dans la collection "La Chasse au snark" sous la direction d'Eric Bordas. En 2004, le roman est réédité chez Magnard dans la collection "Classiques et contemporains" avec une présentation, des notes et un dossier pédagogique de François Tacot.